# James Wilson (ur. 1995)
James Anthony Wilson (ur. 1 grudnia 1995 w Biddulph) – angielski piłkarz występujący na pozycji napastnika w szkockim klubie Aberdeen. W swojej karierze grał także w Manchesterze United, Brighton & Hove Albion, Derby County i Sheffield United. Były młodzieżowy reprezentant Anglii.

## Statystyki kariery
(aktualne na dzień 8 sierpnia 2019)
| Klub                          | Sezon              | Liga                 | Liga  | Liga   | Puchar Anglii | Puchar Anglii | Puchar Ligi | Puchar Ligi | Europa | Europa | Inne  | Inne   | Suma  | Suma   |
| Klub                          | Sezon              | Liga                 | Mecze | Bramki | Mecze         | Bramki        | Mecze       | Bramki      | Mecze  | Bramki | Mecze | Bramki | Mecze | Bramki |
| ----------------------------- | ------------------ | -------------------- | ----- | ------ | ------------- | ------------- | ----------- | ----------- | ------ | ------ | ----- | ------ | ----- | ------ |
| Manchester United             | 2013/14            | Premier League       | 1     | 2      | 0             | 0             | 0           | 0           | 0      | 0      | 0     | 0      | 1     | 2      |
| Manchester United             | 2014/15            | Premier League       | 13    | 1      | 3             | 1             | 1           | 0           | –      | –      | –     | –      | 17    | 2      |
| Manchester United             | 2015/16            | Premier League       | 1     | 0      | 0             | 0             | 1           | 0           | 0      | 0      | –     | –      | 2     | 0      |
| Brighton & Hove Albion (wyp.) | 2015/16            | Championship         | 25    | 5      | 0             | 0             | 0           | 0           | –      | –      | 2     | 0      | 27    | 5      |
| Derby County (wyp.)           | 2016/17            | Championship         | 4     | 0      | 0             | 0             | 0           | 0           | –      | –      | 1     | 0      | 5     | 0      |
| Sheffield United (wyp.)       | 2017/18            | Championship         | 8     | 1      | 1             | 0             | 0           | 0           | –      | –      | 0     | 0      | 9     | 1      |
| Aberdeen (wyp.)               | 2018/19            | Scottish Premiership | 24    | 4      | 5             | 0             | 3           | 0           | –      | –      | –     | –      | 32    | 4      |
| Aberdeen                      | 2019/20            | Scottish Premiership | 1     | 0      | 0             | 0             | 0           | 0           | 2      | 0      | –     | –      | 3     | 0      |
| Ogólnie w karierze            | Ogólnie w karierze | Ogólnie w karierze   | 77    | 13     | 9             | 1             | 5           | 0           | 2      | 0      | 2     | 0      | 95    | 14     |